# Памятник первой пуле
Памятник первой пуле (тур. İlk Kurşun Anıtı) — памятник журналисту Хасану Тахсину, убитому во время оккупации Измира 15 мая 1919 года; установлен на площади Конак в Измире в 1974 году.
Является символом турецкого сопротивления греческой оккупации в 1919 году . На гранитном постаменте на высоком подиуме изображён Хасан Тахсин, держащий в левой руке знамя, в правой револьвер. Пьедестал был построен архитектором Харми Хотаном, сам памятник изваян скульптором Тургутом Пура . По обеим сторонам покрытого мрамором пьедестала расположены барельефы, иллюстрирующие борьбу народа в Войне за независимость.
15 мая 1919 года Хасан Тахсин сделал первый выстрел в греков, наступавших на площадь Конак в Измире, и тут же  был убит, что послужило толчком к началу войны за независимость Турции. В 1974 году при содействии Ассоциации журналистов Измира и жителей Измира прямо на месте, где произошло это событие, был заложен памятник первой пуле. 15 мая 1974 года он был торжественно открыт тогдашним президентом Турции Фахри Корутюрком. С тех пор каждый год 15 мая Ассоциация журналистов Измира проводит перед памятником первой пуле церемонию в память о Хасане Тахсине.